# Gamelia irmina
Gamelia irmina är en fjärilsart som beskrevs av Pieter Cramer 1780. Gamelia irmina ingår i släktet Gamelia och familjen påfågelsspinnare. Inga underarter finns listade i Catalogue of Life.